# Appareil locomoteur
L’appareil locomoteur, appelé aussi système musculo-squelettique, est un système d'organes qui confère aux animaux la faculté de se mouvoir physiquement dans un milieu (aérien, terrestre, aquatique), en faisant usage de leurs muscles et de leur squelette.
Hormis la locomotion, le squelette procure également un support et une protection aux organes internes. Chez de nombreux organismes, le squelette est également utilisé pour stocker des graisses et des minéraux et pour produire des cellules sanguines.

## Appareil locomoteur humain
L'appareil locomoteur humain se compose du squelette humain, fait d'os attachés aux autres os par des articulations, et de muscles squelettiques attachés au squelette par des tendons.
Chez la plupart des animaux à appareil locomoteur solide, la moelle osseuse jaune est utilisée pour stocker de l'énergie pour les muscles et la moelle rouge produit des cellules sanguines dont certaines transportent l'oxygène requis par le corps.